# Epeolus pusillus
Epeolus pusillus är en biart som beskrevs av Cresson 1864. Epeolus pusillus ingår i släktet filtbin, och familjen långtungebin. Inga underarter finns listade i Catalogue of Life.